# Chiesa evangelica riformata del Canton Vaud
La Chiesa evangelica riformata del Canton Vaud (in francese Église évangélique réformée du canton de Vaud) è la chiesa di Stato cantonale riformata del Vaud.

## Storia
La chiesa fu fondata da Guillaume Farel e Pierre Viret. A quel tempo il territorio era sotto il dominio dei principi di Savoia. Dopo l'occupazione di Vaud nel 1536 da parte del Cantone di Berna, la fede riformata prevalse, il vescovo di Losanna fu cacciato e la cattedrale diocesana fu nazionalizzata. Il Vaud fu sotto il protettorato di Berna fino al 1803.
Nel 1847 si verificò una scissione nella chiesa. Alexandre Vinet e Charles Monnard fondarono la Église libre (la Chiesa libera). Nel 1863 fu fondata la Chiesa nazionale riformata. Nel 1966 tutte si riunirono per formare l'attuale Chiesa statale riformata.
La chiesa professa le Confessioni Riformate e condivide l'eredità dei Riformatori Svizzeri del XVI secolo, in particolare Giovanni Calvino.
La chiesa è membro della Chiesa evangelica riformata in Svizzera.

## Statistiche
Nel 2004 la chiesa aveva 481.551 membri e 158 congregazioni, servite da 158 pastori.
Le congregazioni sono a Aigle, Balcon du Jura, Ballaigues, Baulmes, Begnins, Bellevaux, Belmont, Blonay, Broyetal, Chailly, Chardonne, Chavannes-près-Renens, Chavornay, Cheseaux, Clarens, Coeur de la Cote, Columbier, Colombier, Corsier - Corseaux, Cossonay - Grancy, Crissier, Curtilles - Lucens, Echallens, Ecublens - Saint-Sulpice, Genolier, Gimel - Longirod, Gland, Grandson, Barns, Upper Menthue, Jorat, The Dole, The Arnon, Sallaz - Le Croisette, Sarraz, La Tour-de-Peilz, Les Avancons, La Valle dell'Aubonne, L'Alto Talent, Le Mont-sur-Lausanne, Lonay Préverenges Vuillerens, Montagny - Champvent, Mont Aubert, Montreux - Veytaux, Morges Echichens, Morges - La Côte - Nyon (Congregazione), Moudon - Syens, Nyon, Ollon - Villars
L'ordinazione delle donne è consentita.